# ولسوالی یفتل پایین
ولسوالی یفتل یکی از ولسوالی‌های ولایت بدخشان در شمال شرقی افغانستان با جمعیتی نزدیک به ۸۸۰۰۰ نفر است. این ولسوالی از دو بخش بالا و پایین تشکیل شده بود که یفتل بالا به مرکز ولایت؛ شهر فیض آباد پیوست شد و فقط بخش پایینی آن باقی ماند که همان ولسوالی یفتل کنونی است.

## تاریخچه
این ولسوالی یکی از ولسوالی‌های باستانی ولایت بدخشان است که مردم این سرزمین از اعقاب یفتلی‌ها یا هپتالیان هستند و به همین نام خوانده می‌شوند. یفتلی‌ها که نوادگان مردم ایرانی‌تباری بودند که در آسیای میانه و باختر چین به دامداری مشغول بوده و به تدریج توسط اقوام بیابانگرد ترک-مغول (آلتایی زبان) به جنوب و جنوب‌غربی محل سکونتشان رانده شده و به نواحی تخارستان/بدخشان هجوم آوردند و حاکم شدند و امپراتوری آنها چهار قرن (تا سال ۵۶۷ م) دوام یافت.

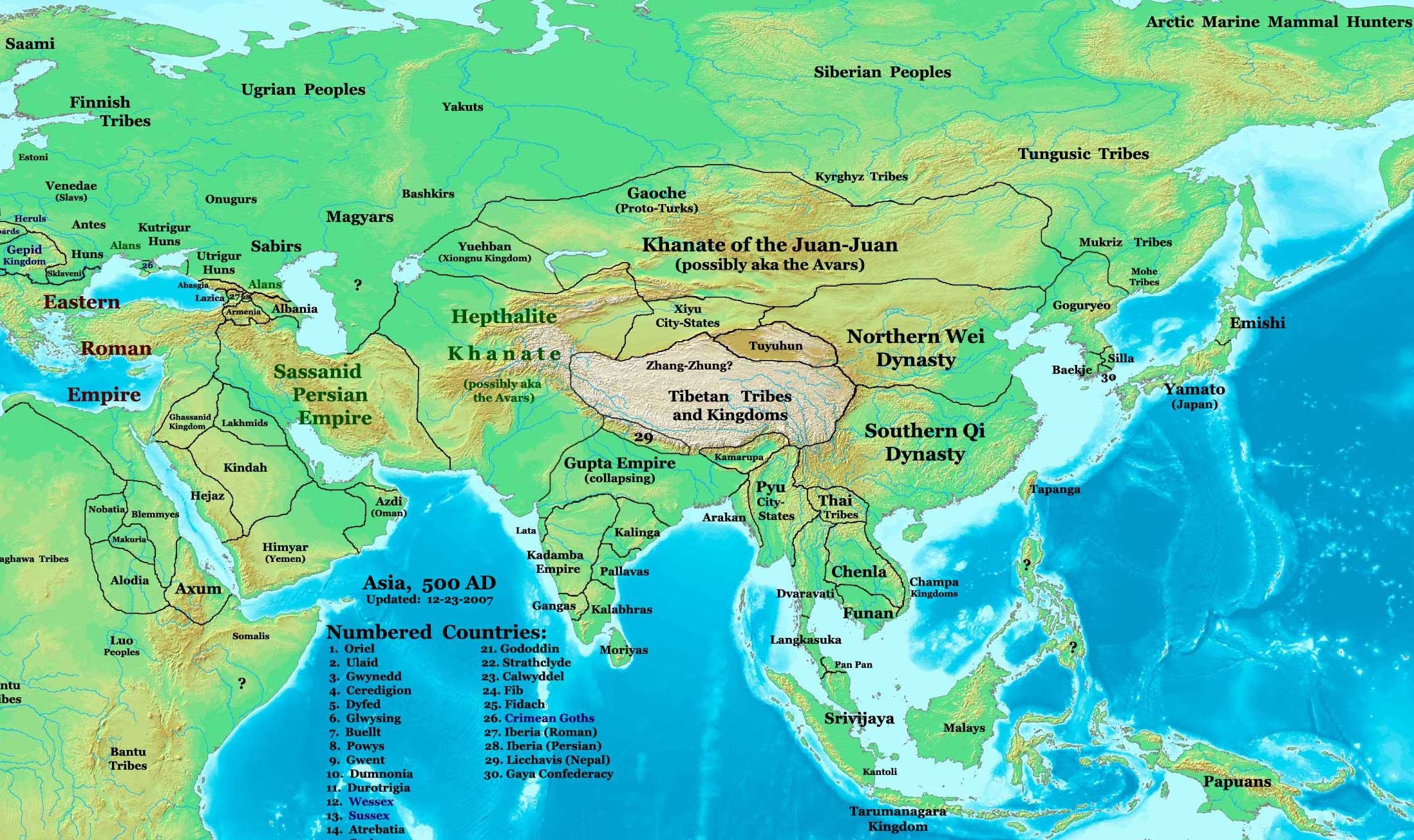
نقشهٔ هیاطله یا هپتالیان، در حدود سال ۵۰۰ میلادی، برای دیدن تصویر بزرگتر روی تصویر کلیک کنید.

## آثار
امروزه آثار و نشانه‌های زیادی از دوره یفتلی‌ها در این خطه از افغانستان بر جای مانده‌است. سکه‌هایی که به نام و چهرهٔ شاهان یفتلی ضرب شده و همچنین ظروفی که از آن دوره یافت شده را می‌توان در موزیم ملی کابل مشاهده کرد. علاوه بر آن آثار دیگری در نقاط مختلف کشور و همچنین کشورهای همسایه وجود دارد که گواه بر وجود دودمانی مسلط بر منطقه بوده‌است که مشهودترین آن‌ها دیوار یفتلی‌ها در کوی زنبورک شاه در بالا حصار کابل می‌باشد. نشانه‌های زیادی از این دودمان در خود ولایت بدخشان و ولسوالی یفتل مبنی بر وجود آثار به جای مانده از آن‌ها را می‌توان دید که شامل کتیبه‌ها، سکه‌ها و ظرف‌های سفالی است که پس از کاوش‌ها و حفاری‌هایی توسط خود این مردم در قریه‌های گزانک، نالن، کول دره و کِشِن دره یافت شده‌اند.

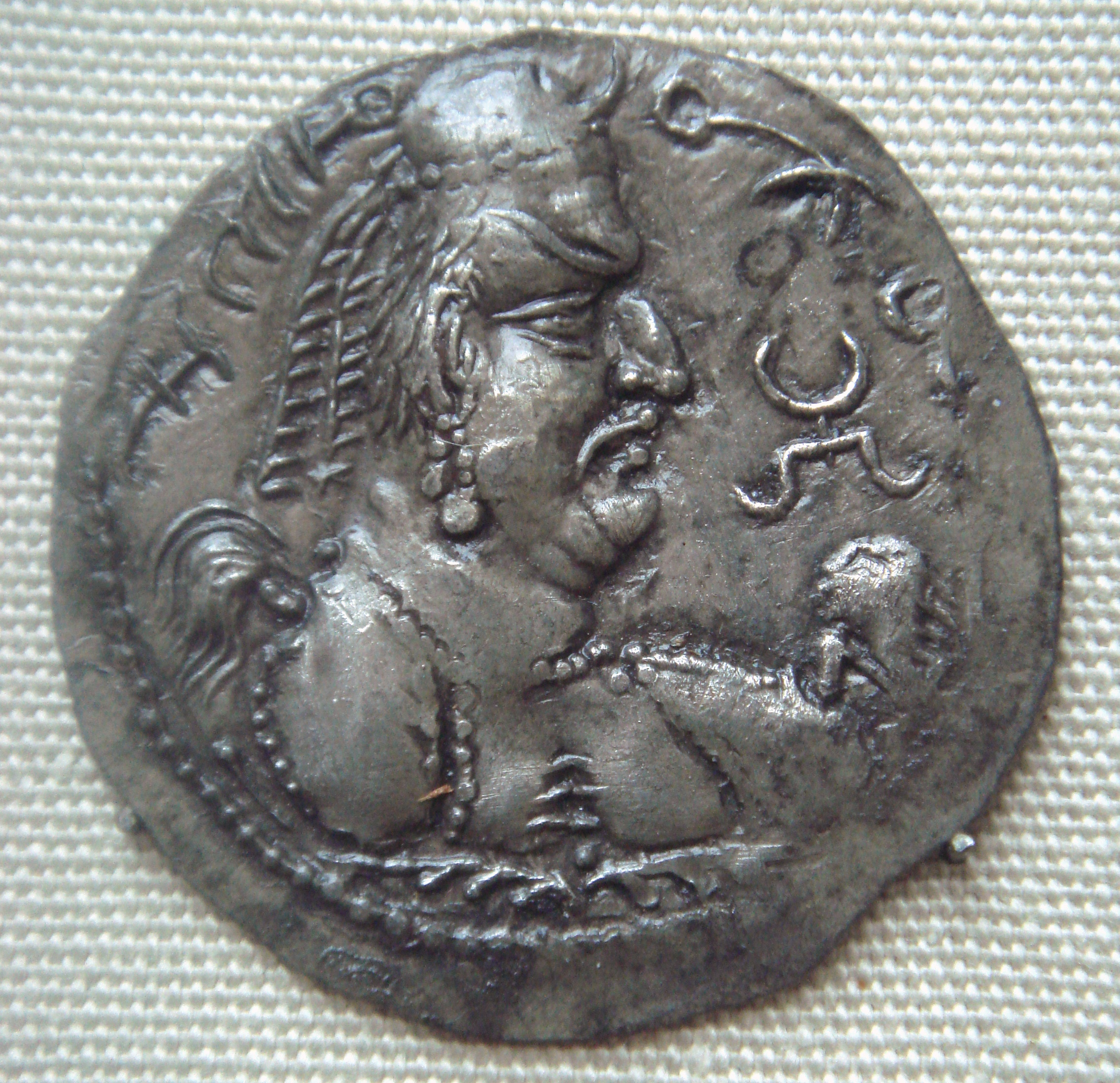
سکه‌ای با نقش یکی از شاهان هپتالی.

قریه‌ها: این ولسوالی شامل یک صد قریه می‌باشد که مشهورترین آنها قرار ذیل اند
کولدره
سرن
بروکان
شیرچنگ
گزانک
پهندره
بیدکلان
نالن
انار دره
شکر لب وغیره

## پیشه
پیشهٔ بیشتر مردم یفتل، کشاورزی، دام پروری، زرشویی (طلایابی رودخانه ای) و معدنکاری چپسیوم و طلا و سنگ‌های قیمتی است و بعضاً تجارت‌های کوچکی نیز در بازار کشن دره (اتفاق) این ولسوالی انجام می شود.

## محصول
اقلیم این منطقه برای پرورش آبزیانی چون ماهی آب سرد و بسیاری میوه‌ها مانند توت، پسته، چهارمغز (گردو)، سیب، زردآلو، آلبالو و گیلاس، قَیام و شَکُندی مناسب است.
محصولات کشاورزی این منطقه شامل جو، گندم، جواری، زقیر و انواع سبزیجات می‌باشد.

## آداب
همه ساله مردم این منطقه در جشن باستانی نوروز، آداب ویژه ای در بزرگداشت این جشن تاریخی دارند که یکی از مهم‌ترین آنها نوعی بازی به نام بُزکَشی است که از نیاکانشان به آن‌ها رسیده و بیشتر نمایانگر صحنه‌های شکار و چیرگی و زور آوری و همچنین طعمه رُبایی است و هر شخص سوار بر اسبش در میدانی در پی یک بُز مرده که در دست حریف مقابل است می‌تازد تا آن را گرفته و به میدانی مشخص شده پرتاب کند و امتیاز بگیرد. اخیراً تلاش‌هایی برای ثبت ملی و بین‌المللی این بازی از طرف نهادهای ورزشی دولتی صورت گرفته‌است.

## پوشاک
از کالاهای ویژهٔ مردم این منطقه می‌توان به چَپَن که قبایی بلند که نوع مرغوب آن از جنس ابریشم  است که در زمستان پوشیده می شود و همچنین نوعی پای‌افزار ساق بلند به نام چَمبوس اشاره کرد که از چرم خالص ساخته شده و بسیار مقاوم است و هنوز هم به ندرت استفاده می‌شود و بخشی از صنایع دستی مردم این مرز و بوم شناخته شده‌است.

## خوراک
از خوراک‌های مشهور مردم این منطقه نوعی نوشیدنی به نام شور چای است که از مخلوط شیر و چای و چهارمغز و قیماق و مقدار بسیار کمی نمک درست شده و بیشتر مردم نان را در آن، درون کاسه‌هایی ترید کرده و به منظور صبحانه میل می‌کنند.

## طبیعت
- کوه‌ها:
- دره‌ها:
- رودخانه‌ها: سفید - سنگاب، یفتل آب
- دشت‌ها:

## جغرافیا
ولسوالی یفتل در فلات پامیر و رشته کوه‌های هندوکش واقع شده‌است.

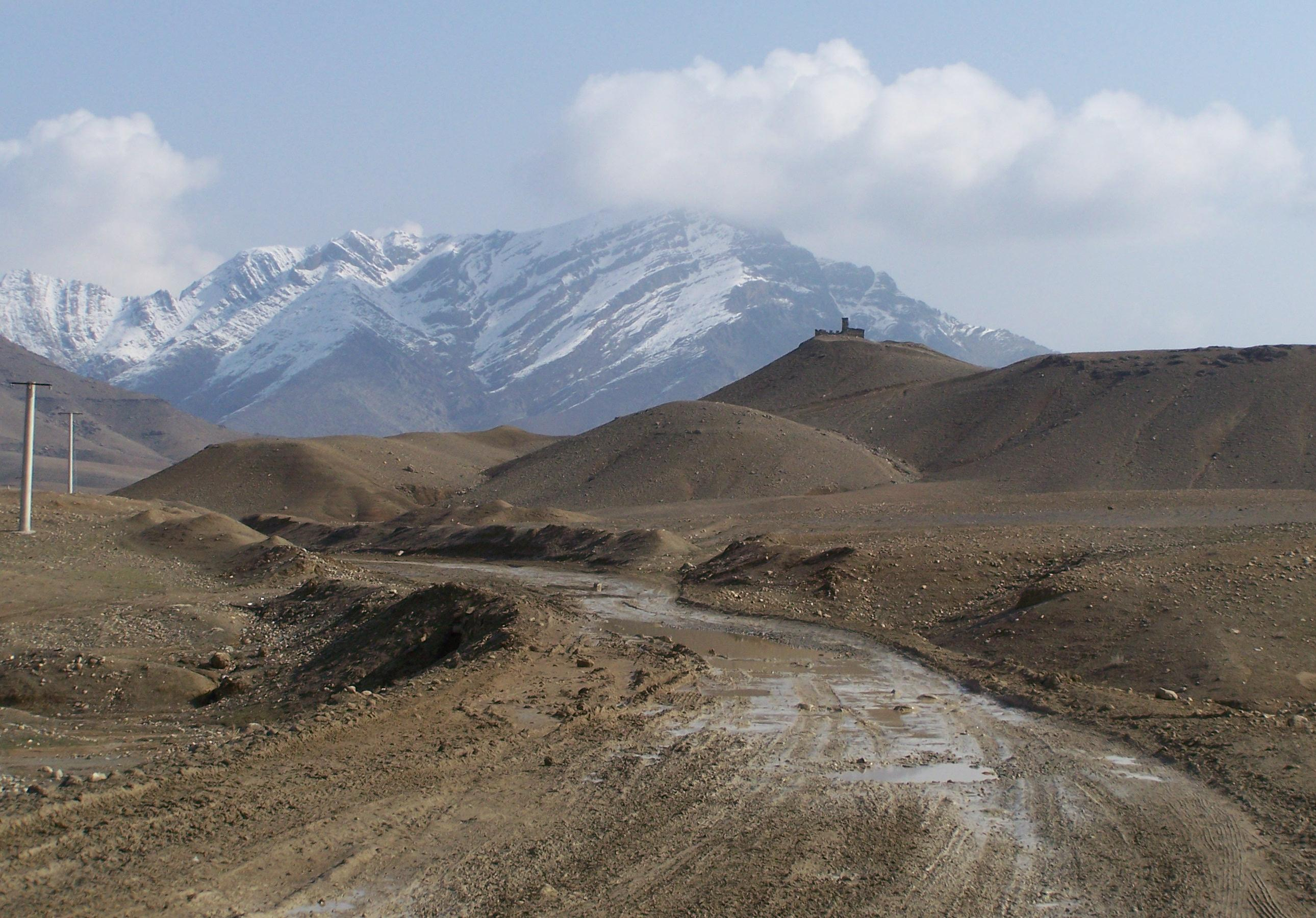
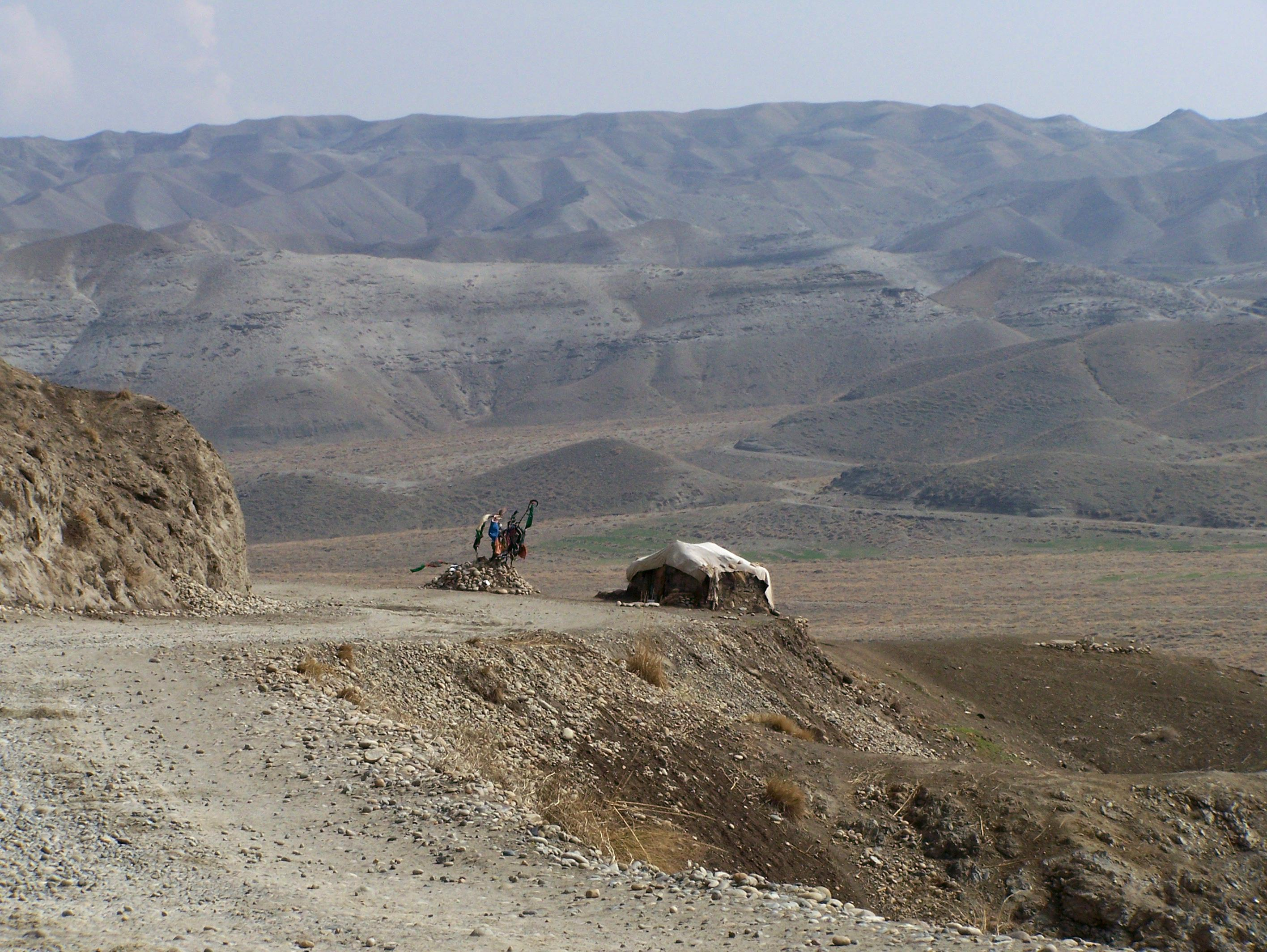
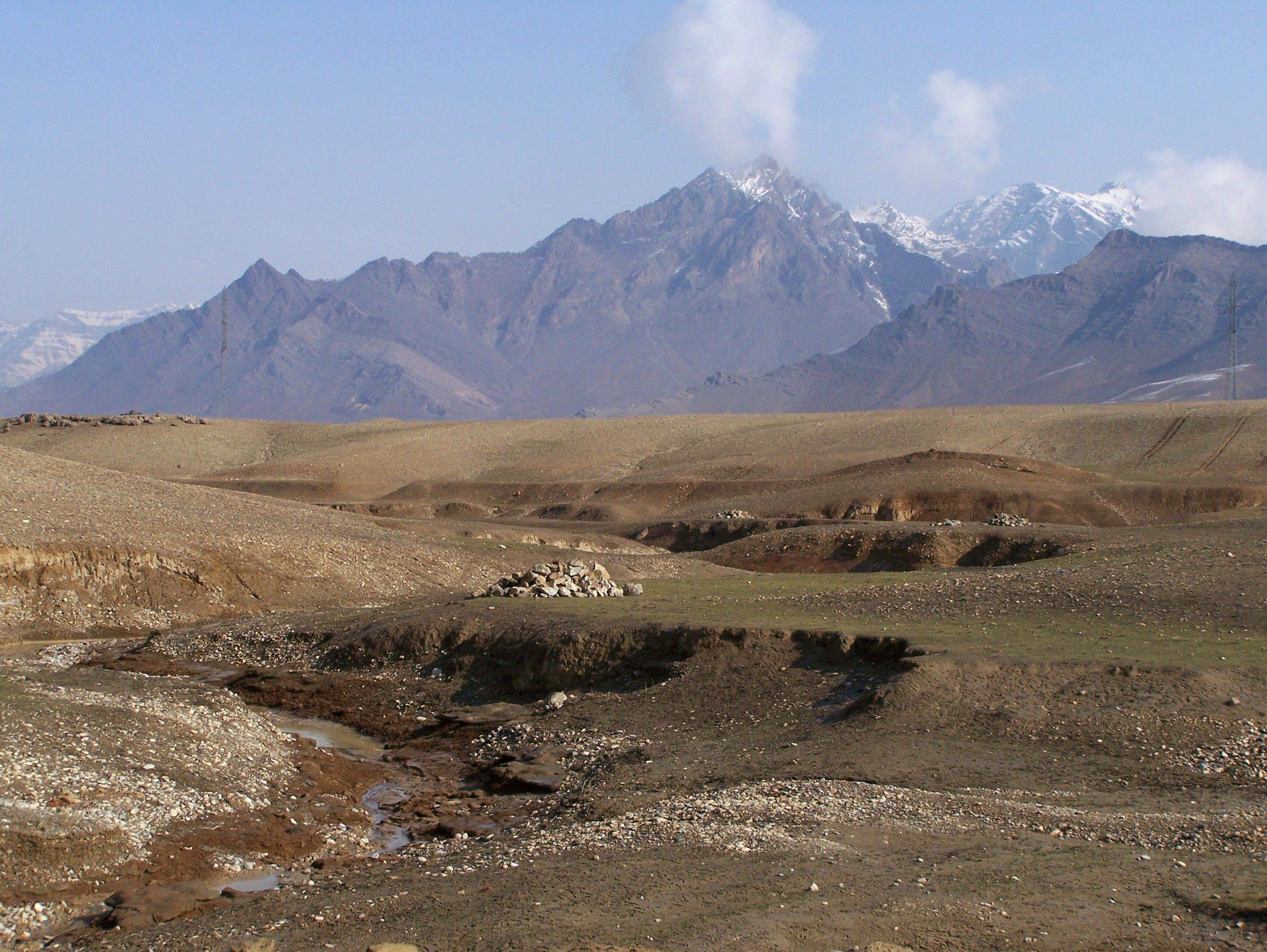
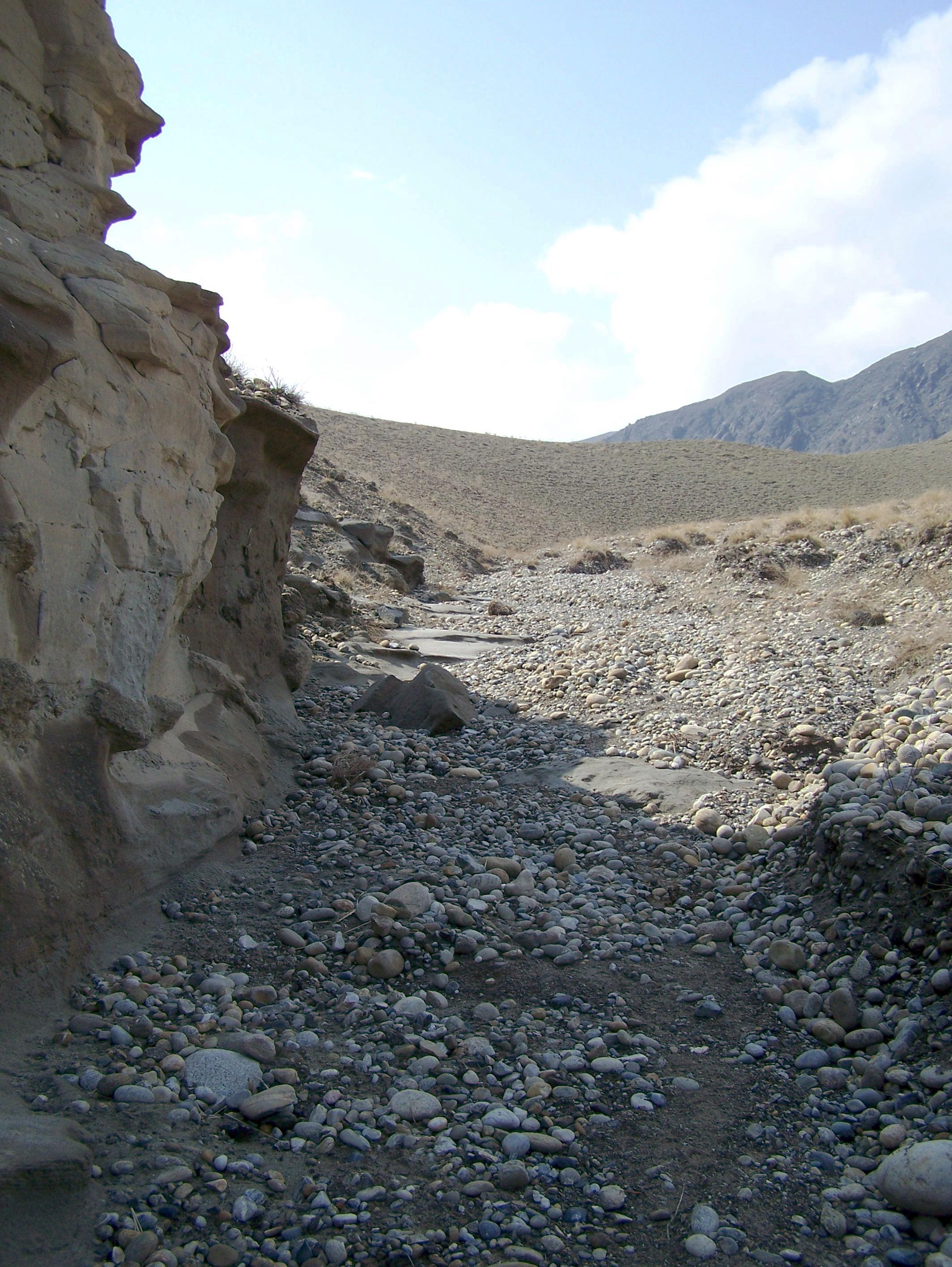